# Genotoxikus anyag
A genotoxikus anyag (vagy mutagén) olyan mérgező anyag, mely a testi és ivari sejtek örökítőanyagára hat, megváltoztatja a DNS által tárolt genetikai információt. Ezek a változások egyetlen gént vagy génszakaszt, gének egy tömbjét vagy kromoszómákat érinthetnek. Hatásaként felléphet elsődleges DNS károsodás és mutáció is. A mutagén anyagoknak kitett szülők leszármazottai és a következő generációk lehetséges károsodása következhet be, ha mutációk jönnek létre a szülői csírasejtekben. A mutációk a szomatikus sejtekben halálosak lehetnek vagy átadásra kerülhetnek a leánysejtekbe, káros következményekkel az érintett szervezetre.